# Medea (Corneille)
Medea (Médée) è una tragedia in cinque atti, in versi, di Pierre Corneille; fu scritta nel 1635 ed è ispirata alla tragedia Medea di Seneca; è la prima opera tragica dell'autore francese.
Ne venne tratta l'opera Medea, tragédie-lyrique di Marc-Antoine Charpentier (1693).